# Eosforita
La eosforita es un mineral de la clase de los fosfatos, descrito originalmente en 1878 a partir de ejemplares procedentes de la cantera Fillow, en  Branchville, condado de Fairfield, Connecticut, USA, que consecuentemente se considera como su localidad tipo. El nombre deriva de la palabra griega que significa amanecer, por su color rosado.

## Propiedades físicas y químicas
La eosforita es un fosfato de aluminio y manganeso, con hidroxilos, hidratado, isoestructural con la childrenita, con la que forma una serie. En la childrenita el ión dominante es el Mn2+, mientras que en la childrenita es el Fe2+. Se encuentra generalmente como cristales prismáticos en agregados divergentes, con aspecto de pertenecer al sistema rómbico, aunque en realidad es monoclínica. Los cristales pueden alcanzar ocasionalmente un tamaño decimétrico, pero generalmente son mucho menores. Es de color anaranjado, marrón o rosa. Se altera con cierta facilidad, dando productos opacos, terrosos, de color marrón oscuro hasta negro.

## Yacimientos
La eosforita es un mineral poco frecuente, que aparece como de formación secundaria en pegmatitas graníticas con fosfatos. Se conoce en alrededor de un centenar de localidades en todo el mundo. Los ejemplares más notables, al menos en cuanto a tamaño de los cristales, son los procedentes de Linópolis,  Divino das Laranjeiras,  Minas Gerais,  Brasil. En España se ha encontrado ocasionalmente, entre otros lugares, en pegmatitas en Porto do Son (La Coruña) y Avión (Orense).